# UFC 4
UFC 4: Revenge of the Warriors（ユーエフシー・フォー：リヴェンジ・オブ・ザ・ウォリアーズ）は、アメリカ合衆国の総合格闘技団体「UFC」の大会の一つ。1994年12月16日、オクラホマ州タルサのエキスポ・センター・パビリオンで開催された。

## 大会概要
UFC 1・UFC 2トーナメント優勝者ホイス・グレイシーがロン・ヴァン・クリフ、キース・ハックニー、ダン・スバーンを降し、通算3度目のトーナメント優勝を果たした。

## 試合結果

### リザーブマッチ
第1試合 UFC 4トーナメント リザーブマッチ 時間無制限
○  ジョー・チャールズ vs.  ケビン・ローズイヤー ×
0:14 腕ひしぎ十字固め
※チャールズがトーナメントリザーブ権獲得
第2試合 UFC 4トーナメント リザーブマッチ 時間無制限
○  マーカス・ボセット vs.  エウド・ディアズ・シャビエル ×
4:55 KO
※ボセットがトーナメントリザーブ権獲得
第3試合 UFC 4トーナメント リザーブマッチ 時間無制限
○  ガイ・メッツァー vs.  ジェイソン・フェーン ×
2:13 TKO（タオル投入）
※メッツァーがトーナメントリザーブ権獲得

### トーナメント1回戦
第4試合 UFC 4トーナメント 1回戦 時間無制限
○  ホイス・グレイシー vs.  ロン・ヴァン・クリフ ×
3:59 チョークスリーパー
※グレイシーが準決勝進出
第5試合 UFC 4トーナメント 1回戦 時間無制限
○  キース・ハックニー vs.  ジョー・サン ×
2:44 片腕チョーク
※ハックニーが準決勝進出
第6試合 UFC 4トーナメント 1回戦 時間無制限
○  スティーブ・ジェナム vs.  メルトン・ボーウェン ×
4:47 アームロック
※ジェナムの負傷棄権によりリザーバーのボセットが準決勝進出
第7試合 UFC 4トーナメント 1回戦 時間無制限
○  ダン・スバーン vs.  アンソニー・マシアス ×
1:45 チョークスリーパー
※スバーンが準決勝進出

### トーナメント準決勝
第8試合 UFC 4トーナメント 準決勝 時間無制限
○  ホイス・グレイシー vs.  キース・ハックニー ×
5:32 腕ひしぎ十字固め
※グレイシーが決勝進出
第9試合 UFC 4トーナメント 準決勝 時間無制限
○  ダン・スバーン vs.  マーカス・ボセット ×
0:52 チョークスリーパー
※スバーンが決勝進出

### トーナメント決勝戦
第10試合 UFC 4トーナメント 決勝戦 時間無制限
○  ホイス・グレイシー vs.  ダン・スバーン ×
15:49 三角絞め
※グレイシーがトーナメント優勝